# Pablo Colomina
Pablo Colomina Alpuente, Elda, Alicante, 1961. Es un expiloto español de motocross. Fue 6 veces campeón de España de motocross en los años 80 y campeón de España de supercross en 1990.

## Biografía
Colomina empezó de muy joven destacando en el equipo Moto Club Manresa, pasando después al Club Moto Idella. Pilotó con las marcas Derbi y Gilera. Durante buena parte de los 80 pasó a la marca KTM que es donde más éxitos cosechó. En sus últimos años de competición perteneció también a los equipos Honda y Yamaha. Quedó campeón de España de motocross en 500cc en 1983. En 250cc en los años 1984, 1985, 1986, 1987 y 1989.  Y el campeonato nacional de supercross en 1990.  Se retiró en 1992.
Fueron míticos los duelos con su vecino, el también piloto Luis Pérez Luisake, donde vivieron grandes duelos en el antiguo circuito eldense de La Melva.
Fue uno de los encargados de asesorar al ayuntamiento de Elda en la construcción del actual Circuito de Motocross de Finca Lacy, en dicha ciudad.